# Il pirata e la principessa
Il pirata e la principessa (The Princess and the Pirate) è un film del 1944 diretto da David Butler e da Sidney Lanfield.

## Trama
La principessa Margaret è in possesso di una mappa. Inseguita dai pirati fugge con un attore, Silvester il Grande, su un'isola governata dal terribile dittatore La Roche. I due dovranno trovare il tesoro prima che i pirati riescano a scovarli sull'isola.

## Produzione
Il film fu prodotto (con il nome Regent Pictures Inc.) dalla Samuel Goldwyn Company.

## Distribuzione
Distribuito dalla RKO Radio Pictures, il film uscì nelle sale cinematografiche USA il 17 novembre 1944 con il titolo originale The Princess and the Pirate. Distribuito in tutta Europa, in Italia il film uscì con il titolo Il pirata e la principessa il 5 agosto 1950.